# Will Bruin
William Christopher Bruin, detto Will (Saint Louis, 24 ottobre 1989), è un ex calciatore statunitense, di ruolo attaccante.

## Carriera

### Club
Ha sempre giocato nel campionato statunitense, dal 2010 al 2016 con gli Houston Dynamo per poi passare nel 2017 ai Seattle Sounders, con cui disputa un'ottima stagione, condita da 13 gol complessivi di cui due nei playoff, raggiungendo la finale poi persa contro Toronto. Inizia il 2018 andando a segno nella vittoria per 4-0 contro il Santa Tecla; ad inizio stagione gioca stabilmente da titolare come punta centrale, in seguito al mercato estivo e all'acquisto di Raúl Ruidíaz viene relegato ad un ruolo di riserva, rimanendo comunque decisivo come nel match contro Minnesota, deciso da una sua rete nei minuti di recupero.

### Nazionale
Con la nazionale, esordendo nel 2013, partecipa alla Gold Cup in cui vince la medaglia d'oro.

## Palmarès

### Club

#### Competizioni nazionali
- Campionato MLS: 1

Seattle Sounders: 2019

#### Competizioni internazionali
- CONCACAF Champions League: 1

Seattle Sounders: 2022

### Nazionale
- Gold Cup: 1

2013